# Screamers: The Hunting
Screamers: The Hunting é um filme americano-canadense de ficção científica e thriller. O filme é a sequência de Screamers (1995) e também foi baseado no conto Second Variety de Philip K. Dick. Foi dirigido por Sheldon Wilson e estrelado por Gina Holden, Greg Bryk, Stephen Amell, Tim Rozon, Jana Pallaske e Christopher Redman. Foi lançado diretamente em vídeo em 2009.

## Sinopse
Já se passaram treze anos desde que as máquinas robóticas assassinas destruíram a população humana de Sirius 6B, mas um pedido de socorro traz uma equipe de resgate ao planeta supostamente abandonado. Será que é uma colônia esquecida de sobreviventes humanos, ou será que os Screamers evoluíram e tornaram-se algo mais sinistro...algo como um híbrido meio homem/meio máquina que precisa escapar do Sirius 6B para finalizar a missão de aniquilar a raça humana?

## Elenco
- Gina Holden como Victoria Bronte, a filha de Joe Hendricksson (protagonista do primeiro filme). Ela é uma tenente que se ofereceu para a missão da equipe de resgate enviada da Terra para o planeta Sirius 6B. Treze anos atrás a nave de seu pai explodiu ao colidir com a atmosfera quando retornava do Sirius 6B. Ela está curiosa para saber o motivo da morte de seu pai (se foi mesmo suicídio ou alguma outra coisa).
- Greg Bryk como Andy Sexton, o comandante da equipe de resgate.
- Stephen Amell como Guy, um sobrevivente do planeta Sirius 6B. Ele se apaixona pela Tenente Victoria.
- Tim Rozon como Madden, um soldado da equipe de resgate.
- Jana Pallaske como Schwartz, a médica da equipe de resgate.
- Christopher Redman como Rafe Danielli, um técnico e soldado da equipe de resgate.
- Lance Henriksen como Orsow, um cientista do Sirius 6B.
- Dave Lapommeray como Romulo, sargento especialista em armas da equipe de resgate.
- Jody Richardson como Soderquist, o técnico em manutenção da nave enviada ao planeta Sirius 6B. Ele é um escandinavo e sempre fala sobre Vikings.
- Holly O'Brien como Hannah, uma sobrevivente "delirante" do planeta Sirius 6B.
- Darryl Hopkins como Dwight, um sobrevivente do planeta Sirius 6B.
- Steve Lush como Bryce, um sobrevivente do planeta Sirius 6B.
- Lynley Hall como Jessie
- Stephen Dunn como Teenage Screamer Boy 1
- Justin Madol como Teenage Screamer Boy 2
- Sarah Small como Teenage Screamer Girl
- Shaun Johnston como Haggard Man
- Ruth Lawrence como Cave Woman
- Edward Quinlan como Short Man